# Lucé (Eure-et-Loir)
Lucé is een gemeente in het Franse departement Eure-et-Loir (regio Centre-Val de Loire). De gemeente telde 15.658 inwoners op 1 januari 2022. Daarmee is het de op twee na grootste gemeente van het departement. De plaats maakt deel uit van het arrondissement Chartres en van het gemeentelijk samenwerkingsverband Communauté d'agglomération chartraine.
Lucé is een voorstad van Chartres.
De kerk Saint Pantaléon bevat romaanse (eind 11e eeuw), gotische (begin 12e eeuw) en renaissance-delen (16e eeuw).

## Geschiedenis
In de Gallo-Romeinse tijd liep hier de Romeinse weg tussen Chartres en Le Mans. Ook het ondergronds aquaduct dat Chartres van drinkwater voorzag liep door Lucé. In Lucé lagen hoeves waarvan er een in 1857 is opgegraven.
De kerk Saint-Pantaléon werd gebouwd aan het einde van de 11e eeuw. Het was een parochiekerk die tot 1792 afhing van het klooster Saint-Jean-en-Vallée. De kerk werd in 1568 afgebrand door de hugenoten tijdens het beleg van Chartres. Tien jaar later werd begonnen met de heropbouw en de uitbreiding van de kerk. Al in de 13e eeuw waren hier wijngaarden. Deze verdwenen in de loop van de 19e eeuw door de concurrentie van goedkopere wijn uit het zuiden die via het spoor werd aangevoerd. In 1790 werd Lucé een gemeente maar het jaar erop werd het aangehecht bij de gemeente Mainvilliers. In 1836 werd Lucé opnieuw een zelfstandige gemeente. Het bestond toen uit vijf kleine gehuchten: Grand-Lucé, Petit-Lucé, Les Barres, Les Granges en Poiffonds.
Halfweg de 19e eeuw werd de spoorweg aangelegd. In augustus 1944 had Lucé te lijden onder Amerikaanse luchtbombardementen waarbij onder andere de kerk Saint-Pantaléon werd beschadigd. Tussen 1950 en 1990 raakte de gemeente volledig volgebouwd als voorstad van Chartres.

## Geografie
De oppervlakte van Lucé bedroeg op 1 januari 2022 6,06 vierkante kilometer; de bevolkingsdichtheid was toen 2.583,8 inwoners per km².
De gemeente ligt tussen de ringweg in het westen en Chartres in het oosten.
De onderstaande kaart toont de ligging van Lucé met de belangrijkste infrastructuur en aangrenzende gemeenten.

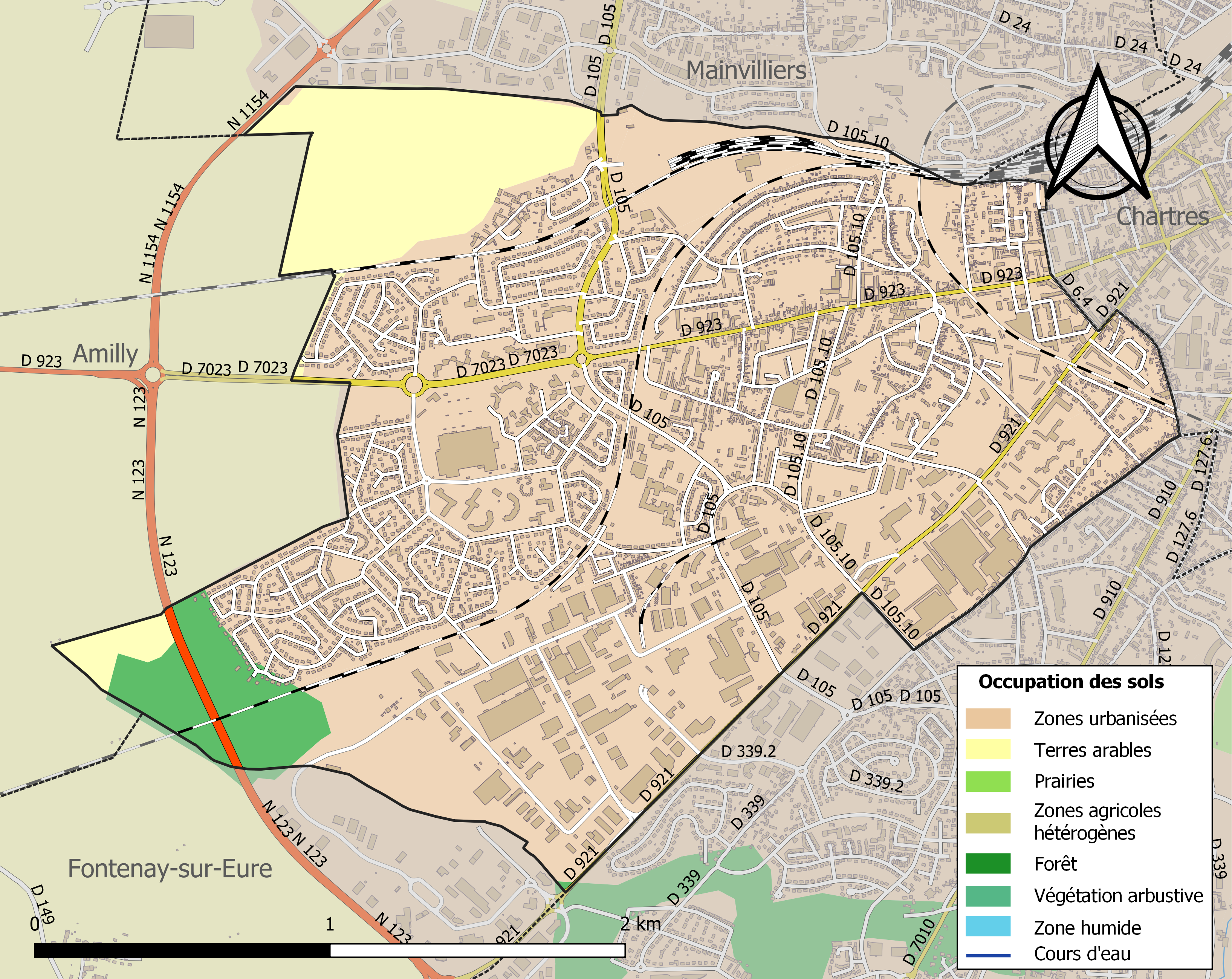

## Verkeer en vervoer
In de gemeente ligt spoorwegstation Lucé.

## Demografie
In 1836 telde Lucé 414 inwoners
Onderstaande figuur toont het verloop van het inwonertal (bron: INSEE-tellingen).

## Geboren
- Enzo Millot (2002), Frans-Martinikaans voetballer